# Alphabeta
Alphabeta var israelisk musikgrupp, med Izhar Cohen som frontfigur. Vid Eurovision Song Contest 1978 framförde de sången A-ba Ni-bi, som vann tävlingen.